# Phúc Hưng, Chương Hóa

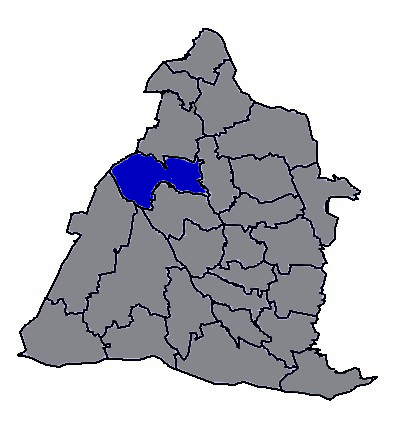
Vị trí tại Chương Hóa

Phúc Hưng (tiếng Trung: 福興鄉; bính âm: Fúxìng Xiāng) là một hương (xã) của huyện Chương Hóa, tỉnh Đài Loan, Trung Hoa Dân Quốc (Đài Loan). Hương nằm ở ven biển và có khu đất ngập nước Phúc Bảo. Tổng diện tích của Phúc Hưng là 49,8928 km², dân số vào tháng 8 năm 2011 là 48.726 người thuộc 12.179 hộ gia đình, mật độ cư trú đạt 976,6 người/km².